# Quercus braianensis
Quercus braianensis, se'l coneix amb el nom vietnamita (Sồi có lông i Sồi cau braian), i és un tipus de roure que pertany al subgènere Cyclobalanopsis. És natiu al centre del Vietnam, creix dels 900 fins als 2000 m, i està present en sòls durs.
Quercus braianensis és un arbre que arriba fins als 10-12 m d'alçada. Les fulles estan amplament lanceolades, punxegudes en ambdós extrems, i fan 7-11 de longitud x 2,2-2,4 cm d'ample, tomentoses glabres per sobre, blanc per sota de convertir glabres, vora sencera, o amb menys freqüència subdentada a prop de l'àpex, 17-20 parells de venes secundàries, pecíol d'1 cm de llarg. Les flors són 4 estils curts i amb grans estigmes. Les glans són globoses deprimides, peludes, inclòs la cúpula que n'ocupa la meitat. La cúpula és tomentosa i fa 1,6 cm de diàmetre, amb amplis anells dentats i pubescents.